# Euryopis scriptipes
Euryopis scriptipes är en spindelart som beskrevs av Banks 1908. Euryopis scriptipes ingår i släktet Euryopis och familjen klotspindlar. Inga underarter finns listade i Catalogue of Life.